# Същински бои
Същинските бои (Boinae) са подсемейство бои, обитаващи Централна и Южна Америка, Африка и Югоизточна Азия. То обединява най-едрите змии от семейство Боидни (Boidae).
Телата на същинските бои са по-дълги и по-тежки от тези на пясъчните. Те са приспособени да улавят по-едра плячка в тропиците, като по-големите им размери спомагат за по-стабилно улавяне, а по-голямата сила за по-лесно удушаване на плячката, която тъй като е по-едра има и по-големи съпротивителни възможности.

## Разпространение и местообитание
Същинските бои обитават тропическите райони преди всичко на Централна и Южна Америка, но някои видове се срещат и в Африка, Югоизточна Азия и Нова Гвинея.

## Хранене
Плячка на боите стават влечуги, земноводни, птици и гризачи, а анакондите ловят и големи животни като тапири, капибари, крокодили, елени, дори ягуари.

## Класификация
Представителите на това подсемейство включват най-големите змии на планетата. Най-едрият представител на семейство бои е анакондата, която със своите 11 m дължина и тегло 270 kg е най-едрата змия в света. Други представители на това семеиство са императорската боа и боата удушвач (също наричана „червено-опашата боа“). Открити са 30 вида същински бои, разпределени в пет рода.
Подсемейство Същински бои
- Род †Титанобои (Titanoboa) Head et al., 2009
- Род Бои (Boa, Sanzinia) Linnaeus, 1758
- Род Малайско-тихоокеански бои (Candoia) Gray, 1842
- Род Дървесни бои (Corallus) Daudin, 1803
- Род Дъговидни бои (Epicrates) Wagler, 1830
- Род Анаконди (Eunectes) Wagler, 1830